# Geruchsmarke
Eine Geruchsmarke ist eine Marke, die lediglich aus einem Geruch als solchem besteht.

## Hintergrund
Ein Geruch kann die Funktion einer Marke, also Waren oder Dienstleistungen eines Unternehmens von denjenigen anderer Unternehmen zu unterscheiden, erfüllen. Damit kann ein Geruch grundsätzlich als Marke in das Markenregister eingetragen werden.
Wie bei allen Markentypen (Wort-/Bildmarke, Wortmarke, Bildmarke, Farbmarke, Hörmarke) muss auch bei der Geruchsmarke Unterscheidungskraft für die jeweils beanspruchten Waren und Dienstleistungen gegeben sein. 
Das Problem ist hier – mehr als bei der abstrakten Farbmarke und bei speziellen Hörmarken – das Erfordernis der graphischen Darstellbarkeit. Hierzu hat der EuGH in seiner Sieckmann Entscheidung (EuGH, Rechtssache C-273/00) und später – bezugnehmend – in der Libertel- und Heidelberger-Bauchemie-Entscheidung bestätigt, dass die graphische Darstellbarkeit einer Marke nur dann gegeben ist, wenn sie klar, eindeutig, in sich abgeschlossen, leicht zugänglich, verständlich, dauerhaft und objektiv ist.

## Früheres Beispiel (eine eingetragene Marke)
Das inzwischen löschungsreif gewordene einzige Beispiel einer eingetragenen Geruchsmarke (000428870), Ende 2007 nach Nichtverlängerung gelöscht: 
Beschreibung: Besteht aus dem Geruch von frisch gemähtem Gras, aufgetragen auf das Produkt.
Eingetragene Waren: Tennisbälle.